# Biatlon na Zimních olympijských hrách 2022 – štafeta ženy
Biatlonová štafeta žen na 4×6 km na Zimních olympijských hrách 2022 v čínském Pekingu se konala Čang-ťia-kchou běžeckém a biatlonovém centru 16. února 2022.
Zlatou medaili z předcházejících olympijských her obhajovaly běloruské biatlonistky, které obsadily sedmé místo.
Vítězem se stala štafeta Švédska ve složení Linn Perssonová, Mona Brorssonová, Hanna Öbergová a Elvira Öbergová, když vylepšily stříbrné umístění švédské reprezentace z poslední olympiády. Pro všechny Švédky kromě Hanny Öbergové se jednalo o jejich první zlatou medaili z olympijských her. Druhé místo obsadily ruské závodnice startující pod vlajkou Ruského olympijského výběru, třetí místo obsadil tým Německa.

## Program
| Datum          | Zahájení (UTC+8) | Zahájení (SEČ) | Fáze závodu |
| -------------- | ---------------- | -------------- | ----------- |
| 16. února 2022 | 15:45            | 8:45           | Finále      |

## Průběh závodu
Ve štafetě žen se na druhém úseku udržovala v čele zásluhou Dorothey Wiererové Itálie s Německem a Švédskem, ke kterým se pak připojil i ruský tým zásluhou Kristiny Rezcovové. Ta v posledním svém kole předjela Italku a předávala první. Světlana Mironovová pak navyšovala svůj náskok až na půl minuty, ale po šesté střelbě musela na trestné kolo, a tak ji předjela Itálie se Švédskem, za které běžela Elvira Öbergová. Ta ihned převzala vedení, soupeřkám se vzdalovala a vybojovala pro Švédsko zlatou medaili. Za Rusko pak na druhém místě běžela Uljana Nigmatullinová. Stíhala ji Němka Denise Herrmannová, která však udělala při každé střelbě více chyb a již ji nedostihla. Bez medaile skončil favorizovaný norský tým, když Tiril Eckhoffová na druhém úseku musela na dvě trestná kola a následující biatlonistky včetně finišující Marte Olsbuové Røiselandové zlepšily své postavení jen na čtvrtou pozici v cíli.
České trenéři nasadili do prvního úseku Eva Puskarčíková, která na těchto hrách ještě nestartovala.  Běžela však pomaleji, při každé střelbě udělala dvě chyby a předávala sice na 17. místě, ale jen 55 vteřin za čelem závodu. Markéta Davidová především rychlým během posunula českou štafetu na 5. pozici, ale Jessica Jislová vinou pomalejšího běhu klesla na 7. místo. Lucie Charvátová pak běžela rychleji, ale po poslední střelbě musela na trestné kolo. Předjela pak sice Olenu Bilosjukovou z Ukrajiny, ale ta se před ní zase těsně před cílem dostala a česká štafeta tak skončila osmá. „Snažila jsem se jí urvat na trati, ale v cílové rovince si mě s radostí vychutnala a já dojížděla skoro s brekem,“ popsala situaci Charvátová.

## Výsledky
| Pořadí                                                                                        | č. | stát | čas                                       | střelba (L+S)                        | ztráta  |
| --------------------------------------------------------------------------------------------- | -- | --- | ----------------------------------------- | ------------------------------------ | ------- |
| 1                                                                                             | 3  | Švédsko · Linn Perssonová · Mona Brorssonová · Hanna Öbergová · Elvira Öbergová                             | 1:11:03,9 17:24,9 17:45,9 17:58,4 17:54,7 | 0+6 0+0 0+1 0+0 0+0 0+1 0+3 0+0 0+1  | —       |
| 2                                                                                             | 2  | Sportovci ROV · Irina Kazakevičová · Kristina Rezcovová · Světlana Mironovová · Uljana Nigmatullinová       | 1:11:15,9 17:41,3 17:02,5 18:38,9 17:53,2 | 1+7 0+1 0+1 0+1 0+0 0+0 1+3 0+0 0+1  | +12,0   |
| 3                                                                                             | 5  | Německo · Vanessa Voigtová · Vanessa Hinzová · Franziska Preussová · Denise Herrmannová                     | 1:11:41,3 17:24,4 18:05,3 18:16,5 17:55,1 | 0+6 0+0 0+0 0+0 0+2 0+1 0+1          | +37,4   |
| 4.                                                                                            | 4  | Norsko · Karoline Offigstad Knottenová · Tiril Eckhoffová · Ida Lienová · Marte Olsbuová Røiselandová       | 1:11:54,6 17:38,0 18:59,2 17:47,5 17:29,9 | 2+8 0+0 0+0 0+2 2+3 0+0 0+1 0+1 0+1  | +50,7   |
| 5.                                                                                            | 7  | Itálie · Lisa Vittozziová · Dorothea Wiererová · Samuela Comolová · Federica Sanfilippoová                  | 1:12:37,0 17:25,9 17:28,6 18:22,1 19:20,4 | 0+5 0+1 0+1 0+0 0+0 0+0 0+1 0+0 0+2  | +1:33,1 |
| 6.                                                                                            | 1  | Francie · Anaïs Bescondová · Anaïs Chevalierová-Bouchetová · Justine Braisazová-Bouchetová · Julia Simonová | 1:13:16,9 17:36,9 18:53,4 17:55,1 18:51,5 | 2+10 0+0 0+1 1+3 0+1 0+2 0+0 0+0 1+3 | +2:13,0 |
| 7.                                                                                            | 9  | Ukrajina · Iryna Petrenková · Julija Džymová · Anastasija Merkušinová · Olena Bilosjuková                   | 1:14:04,1 17:46,1 19:06,1 18:09,5 19:02,4 | 1+6 0+0 0+0 1+3 0+3 0+0 0+0 0+0 0+0  | +3:00,2 |
| 8.                                                                                            | 8  | Česko · Eva Puskarčíková · Markéta Davidová · Jessica Jislová · Lucie Charvátová                            | 1:14:06,0 18:20,2 17:40,7 18:49,8 19:15,3 | 1+8 0+0 0+2 0+0 0+1 0+1 0+1 0+0 1+3  | +3:02,1 |
| 9.                                                                                            | 14 | Rakousko · Dunja Zdoucová · Lisa Theresa Hauserová · Anna Juppeová · Katharina Innerhoferová                | 1:15:07,6 18:13,0 18:12,3 19:51,3 18:51,0 | 3+7 0+0 0+0 0+1 0+0 2+3 0+0 0+0 1+3  | +4:03,7 |
| 10.                                                                                           | 16 | Kanada · Emma Lunderová · Megan Bankesová · Emily Dicksonová · Sarah Beaudryová                             | 1:15:34,3 17:45,8 18:29,7 19:39,3 19:39,5 | 0+8 0+1 0+1 0+0 0+3 0+1 0+2 0+0 0+0  | +4:30,4 |
| 11.                                                                                           | 10 | Spojené státy americké · Susan Dunkleeová · Clare Eganová · Deedra Irwinová · Joanne Reidová                | 1:15:51,3 18:44,8 19:04,1 19:17,1 18:45,3 | 2+9 0+0 0+0 0+2 1+3 0+0 1+3 0+0 0+1  | +4:47,4 |
| 12.                                                                                           | 18 | Čína · Tchang Ťia-lin · Čchu Jüan-meng · Ting Jü-chuan · Meng Fan-čchi                                      | 1:16:11,5 18:05,2 18:37,9 19:44,2 19:44,2 | 1+5 0+0 0+1 0+0 1+3 0+0 0+0          | +5:07,6 |
| 13.                                                                                           | 6  | Bělorusko · Iryna Leščanková · Dzinara Alimbekavová · Jelena Kručinkinová · Hanna Solová                    | 1:16:34,4 17:51,9 18:59,9 20:47,7 18:54,9 | 5+16 0+0 0+2 0+0 1+3 0+3 3+3 0+2 1+3 | +5:30,5 |
| 14.                                                                                           | 15 | Polsko · Monika Hojniszová-Staręgová · Kamila Żuková · Kinga Zbylutová · Anna Mąková                        | 1:17:12,1 18:06,0 20:04,3 19:33,1 19:28,7 | 1+10 0+2 0+1 1+3 0+1 0+0 0+3 0+0 0+0 | +6:08,2 |
| 15.                                                                                           | 12 | Estonsko · Regina Ojová · Tuuli Tomingasová · Susan Külmová · Johanna Talihärmová                           | LAP 18:18,9 19:36,8 18:42,6 LAP           | 0+1 0+3 0+2 2+3 0+1 0+0 3+3          | 99      |
| 16.                                                                                           | 13 | Finsko · Suvi Minkkinenová · Mari Ederová · Erika Jänkäová · Nastassia Kinnunenová                          | LAP 19:15,2 17:39,3 21:11,6 LAP           | 0+0 0+0 0+1 2+3 0+2                  | 99      |
| 17.                                                                                           | 17 | Japonsko · Fujuko Tačizakiová · Sari Maedová · Asuka Hachisuková · Yurie Tanaková                           | LAP 17:55,9 19:01,8 21:16,4 LAP           | 0+1 0+2 0+0 0+3 0+0 2+3 0+3          | 99      |
| 18.                                                                                           | 20 | Bulharsko · Milena Todorovová · Maria Zdravkovová · Lora Hristovová · Daniela Kadevová                      | LAP 17:36,7 21:04,7 LAP                   | 0+1 0+1 0+0 1+3 0+1 0+1              | 99      |
| 19.                                                                                           | 19 | Slovensko · Ivona Fialková · Henrieta Horvátová · Veronika Machyniaková · Paulína Fialková                  | LAP 17:43,0 20:10,2 LAP                   | 0+1 0+2 0+3 0+2 2+3 0+1              | 99      |
| 20                                                                                            | 11 | Švýcarsko · Irene Cadurischová · Lena Häckiová · Selina Gasparinová · Amy Basergová                         | DNF DNF                                   | 0+2 0+1                              | 99      |
| zdroj: Č. – startovní číslo týmu, LAP – tým byl předběhnut o kolo, DNF – tým závod nedokončil |    | |                                           |                                      |         |